# Agama hulbertorum
Espèce
Agama hulbertorum est une espèce de sauriens de la famille des Agamidae.

## Répartition
Cette espèce est endémique du Kenya.

## Étymologie
Cette espèce est nommée en l'honneur d'Andrea et Felix Hulbert.

## Publication originale
- Wagner, 2014 : A new cryptic species of the Agama lionotus complex from south of the Ngong Hills in Kenya. Salamandra, vol. 50, no 4, p. 187-200.